# 3713 Pieters
3713 Pieters este un asteroid din centura principală, descoperit pe 22 martie 1985 de Edward Bowell.